# The Willy Wonka Candy Company
The Willy Wonka Candy Company è un marchio di dolciumi di proprietà della multinazionale Ferrero dal 2018.

## Storia
Il marchio e i suoi prodotti sono basati sui personaggi e sui nomi creati da Roald Dahl nei suoi libri per ragazzi Charlie e la fabbrica di cioccolato e Il grande ascensore di cristallo da cui sono stati tratti due film, uno nel 1971 e l'altro nel 2005.  Il marchio cominciò a essere commercializzato nel 1971 quando la Breaker Confections di Chicago acquistò i diritti per pubblicizzare i propri prodotti in seguito al successo del primo film, e nel 1980 cambiò il proprio nome in quello attuale. Otto anni dopo l'azienda venne acquistata dal colosso alimentare Nestlè, per poi passare nel 2018 alla multinazionale italiana Ferrero.
Nella pubblicizzazione dei suoi prodotti la compagnia usa immagini e animazioni incentrate sul personaggio di Willy Wonka, disegnato ispirandosi congiuntamente alle illustrazioni dei libri di Dahl realizzate da Quentin Blake e a look e interpretazione di Gene Wilder nel film del 1971 diretto da Mel Stuart. Nelle versioni animate degli spot televisivi la voce è di Maurice LaMarche.
I nomi dei prodotti riprendono quelli estremamente fantasiosi dei libri di Dahl.

## Mercati
Il marchio è estremamente popolare nei paesi di lingua anglosassone, questo è dovuto alla maggior fama della storia e dei protagonisti a cui è ispirato; in particolare nel Regno Unito, negli USA, in Australia e Nuova Zelanda. Nell'Europa continentale esso è meno rinomato ed in altri è stato lanciato in seguito al successo del film di Tim Burton nel 2005. In Italia esistono alcuni negozi che vendono i prodotti Wonka.

## Prodotti
- Bottle Caps
- Everlastin' Chew
- Dinosour Eggs
- Dweebs
- Everlasting Gobstopper
- FruiTart Chews
- Fun Dip
- Laffy Taffy
- Laffy Taffy "Flavor Flippers"
- Lik-M-Aid
- Nerds
- Nerds Rope
- Oompas
- Pixy Stix
- Punky's
- Runts
- Spree
- SweeTarts
- SweeTarts Rope
- SweeTarts Shockers (conosciuti anche come "Shock Tarts")
- SweeTarts Squeeze
- Tart 'n' Tinys
- Wacky Wafers
- Volcano rocks
- Super Skrunch Bar
- Wonka Bars
- Wonka Donutz